# 埃森山
72°14′S 2°23′E / 72.233°S 2.383°E
埃森山（英語：Von Essen Mountain）是南極洲的山峰，位於東部南極洲的毛德皇后地，是耶爾斯維克山脈的西南端，海拔高度2,665米，現時受南極條約體系管理。